# 韦尔贾泰
韦尔贾泰（義大利語：Vergiate），是意大利瓦雷泽省的一个市镇。总面积21.61平方公里，人口8961人，人口密度414.7人/平方公里（2009年）。国家统计（ISTAT）代码为012138。